# Nagrody Telewizyjne Towarzystwa Sztuk Filmowych i Telewizyjnych 1960

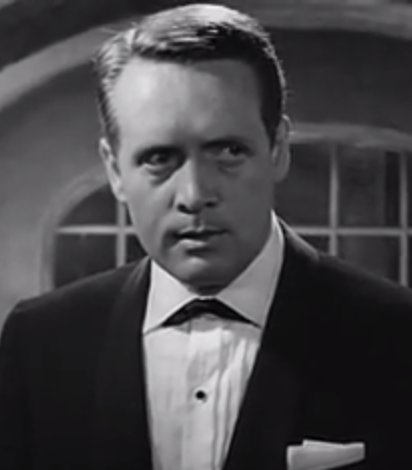
Patrick McGoohan, najlepszy aktor (kadr z 1962 roku)

Nagrody Telewizyjne Towarzystwa Sztuk Filmowych i Telewizyjnych 1960 – szósta edycja nagród, znanych od 1976 jako Nagrody Telewizyjne Akademii Brytyjskiej, zorganizowana w 1960 roku. 

## Lista laureatów
- Najlepszy aktor: Patrick McGoohan
- Najlepsza aktorka: Catherine Lacey(inne języki)
- Najlepszy artysta rozrywkowy: Tony Hancock(inne języki)
- Najlepsza osobowość: John Freeman(inne języki)
- Najlepszy scenarzysta: Alan Simpson (scenarzysta)(inne języki) i Ray Galton(inne języki)
- Najlepszy scenograf: Clifford Hatts
- Najlepszy producent dramatyczny: William Kotcheff
- Najlepszy producent rozrywkowy: Bill Ward(inne języki)
- Najlepszy producent publicystyczny: Denis Mitchell(inne języki)
- Nagroda Specjalna: John Elliot(inne języki)